# Fleury (ator)
Fleury, nome artístico de Joseph-Abraham Bénard, (Chartres, 26 de outubro de 1750 — Orleães, 3 de março de 1822) foi um comediante francês.

## Biografia
Era filho de um dos atores da companhia de Estanislau I da Polônia. Debutou na Comédie-Française em 1772, e popularizou-se em papéis de cortesãos, de bandidos e de pequenos senhores. O público não se cansou de aplaudi-lo em "Le Chevalier à la Mode" (Dancourt), "L'Homme à Bonnes Fortunes" (Baron), e sobretudo como Marquês em "L'École des Bourgeois" (d'Allainval). 
Na noite de 2 de Setembro de 1793, em plena Revolução Francesa, ele foi preso, com mais 12 atores do Théâtre-Français, fiéis à monarquia, como "suspeito", e encerrado na Prisão des Madelonnettes, por ter participado da encenação teatral da peça "Pamela", considerada subversiva.
Deixou a cena em 1818.
Em 1836, foram publicadas supostas "Memórias de Fleury", redigidas por Jean-Baptiste-Pierre Lafitte, feitas a partir de algumas notas encontradas entre seus papéis depois de sua morte.